# Poetik-Professur an der Universität Bamberg
Die Poetikprofessur an der Universität Bamberg wurde im Jahre 1985 auf Initiative des Lehrstuhls für Neuere deutsche Literaturwissenschaft der Universität Bamberg vom Universitätsbund Bamberg unter der Projektleitung von Wulf Segebrecht eingerichtet.
Seither kommen alljährlich namhafte Autoren an die Otto-Friedrich-Universität Bamberg, um dort im Rahmen der Bamberger Poetikprofessur vier öffentliche Vorlesungen zu halten und in Seminaren mit Studierenden zu diskutieren. Das Honorar beträgt 6000 Euro. Im Zusammenhang mit der Poetikprofessur finden seit 2005 germanistische Forschungskolloquien statt. Darin setzen sich Literaturwissenschaftler, Literaturkritiker und Übersetzer mit Aspekten des Schaffens des jeweiligen Poetikprofessors in Einzelvorträgen und Diskussionen auseinander. Dabei kooperiert man eng mit dem Internationalen Künstlerhaus Villa Concordia in Bamberg. Die Tagungsbeiträge erschienen bis einschließlich 2016 in der Reihe Poiesis. Standpunkte zur Gegenwartsliteratur im Wallstein-Verlag, Göttingen, danach in der Reihe Literatur&Gegenwart im Verlag Königshausen & Neumann, Würzburg.

## Poetikprofessoren
- 2024 – Daniela Danz
- 2023 – Lutz Seiler
- 2022 – Yoko Tawada
- 2021 – Silke Scheuermann
- 2020/21 – Jan Wagner
- 2019 – Michael Köhlmeier
- 2018 – Markus Orths
- 2017 – Kathrin Röggla
- 2016 – Clemens J. Setz
- 2015 – Lukas Bärfuss
- 2014 – Peter Stamm
- 2013 – Jenny Erpenbeck
- 2012 – Thomas Glavinic
- 2011 – Annette Pehnt
- 2010 – Robert Schindel
- 2009 – Wilhelm Genazino
- 2008 – John von Düffel
- 2007 – Hanns-Josef Ortheil
- 2006 – Ulrike Draesner
- 2005 – Uwe Timm
- 2004 – Bernhard Setzwein
- 2003 – Adolf Muschg
- 2002 – Hans Wollschläger
- 2001 – Jan Koneffke
- 2000 – Marcel Beyer
- 1999 – Doris Runge
- 1998 – Michael Krüger
- 1997 – Gerhard C. Krischker
- 1996 – Zsuzsanna Gahse
- 1995 – Hans Joachim Schädlich
- 1994 – Giwi Margwelaschwili
- 1993 – Gerhard Köpf
- 1992 – Ingomar von Kieseritzky
- 1991 – Tankred Dorst
- 1990 – nicht vergeben
- 1989 – Lutz Rathenow
- 1987 – nicht vergeben
- 1987 – Barbara Bronnen
- 1986 – Eugen Gomringer